# Vojko (album)
Vojko – pierwszy solowy album chorwackiego rapera i producenta muzycznego Vojko V. Wydawnictwo ukazało się 27 kwietnia 2018 roku nakładem wytwórni muzycznej Croatia Records. Materiał został wyprodukowany w całości przez Vojko V. Gościnnie w nagraniach wzięli udział: Krešo Bengalka, Tonči Huljić, Vuk Oreb, Antonio Makinja oraz Wikluh Sky. Za projekt okładki odpowiada Mate Žaja a miks i mastering utworów wykonał VRH. 

## Wydanie i promocja
30 listopada 2017 roku w serwisie Instagram, Vojko V wstawił zdjęcie informujące, że ostatni utwór z jego nadchodzącego albumu Vojko jest w fazie mixu i masteringu. Zapowiedział również datę premiery albumu na pierwszą połowę 2018 roku.
7 stycznia 2018 roku raper zapowiedział pierwszy singiel z płyty, zatytułowany "Zovi čovika". Teledysk do utworu prapremierę miał 10 stycznia w Caffe Bar Negro w Splicie, a 11 stycznia został opublikowany w serwisie YouTube oraz wyemitowany w chorwackiej stacji muzycznej CMC. 15 stycznia Vrućina zapowiedział, że album rozpoczynać będzie trylogię, którą będą uzupełniać albumy Dvojko oraz Trojko.
20 lutego został zapowiedziany drugi singiel "Pasta Italiana", który ukazał się 1 marca i podobnie jak pierwszy utwór promujący płytę, opublikowany został wraz z teledyskiem w serwisie YouTube oraz został wyemitowany na kanale CMC. Gościnnie w utworze oraz teledysku udział wzięli Krešo Bengalka oraz Tonči Huljić.
12 kwietnia został zapowiedziany trzeci singiel, "Ne može". Utwór miał premierę 19 kwietnia na kanale CMC oraz w serwisie YouTube. Raper zapowiedział również, że płyta ukaże się tydzień po premierze ostatniego singla oraz opublikował jej pełną tracklistę.
Zgodnie z zapowiedzią, 27 kwietnia płyta miała swoją premierę.
Vojko V promując album grał solowe koncerty oraz był członkiem lineupów festiwali muzycznych w różnych krajach na Bałkanach. Raper zagrał koncerty m.in. w Chorwacji, Serbii, Bośni i Hercegowinie oraz Czarnogórze. Swoją letnią trasę koncertową promującą album Vojko, opisał w utworze "Tour life" wydanego w ramach sequelu, Dvojko. 12 października Vojko V zagrał koncert w Domu Sportova w Zagrzebiu. 
26 września Vojko Vrućina zapowiedział teledysk do utworu "Kako to", który ukazał się 1 października. 

## Lista utworów
1. "Ne može"
2. "Zovi čovika"
3. "Pasta Italiana" (gościnnie: Krešo Bengalka, Tonči Huljić)
4. "Rođendan"[a] (gościnnie: Krešo Bengalka, Vuk Oreb, Antonio Makinja)
5. "Ceca u Parizu" (gościnnie: Wikluh Sky)
6. "Cilit Beng" (gościnnie: Vuk Oreb)
7. "Popaj"[b]
8. "Kako to"
9. "Machare"[c]
10. "Marjan"
11. "Dump around"[d]
12. "Hip hop"[e] (gościnnie: Krešo Bengalka)
13. "Bach"

## Wyróżnienia i nagrody
W 2019 roku album Vojko został nominowany w sześciu kategoriach najważniejszej nagrody muzycznej w Chorwacji, Porin, ostatecznie zdobywając statuetki za najlepszy album roku, album roku muzyki rozrywkowej oraz teledysk roku do singla "Ne može".
| Nagroda                        | Tytuł     | Dodatkowe informacje | Status    |
| ------------------------------ | --------- | -------------------- | --------- |
| Album roku                     | Vojko     |                      | Laureat   |
| Album roku - muzyka rozrywkowa | Vojko     |                      | Laureat   |
| Utwór roku                     | "Ne može" |                      | Nominacja |
| Męskie wykonanie roku          | "Ne može" |                      | Nominacja |
| Teledysk roku                  | "Ne može" | reż. Rino Barbir     | Laureat   |
| Oprawa graficzna roku          | Vojko     | autor: Mate Žaja     | Nominacja |